# Lijst van koningen van Valencia
Dit is een lijst van koningen van Valencia en vanaf 1237 ook van de Koning van Aragon.

## Koningen en dynastieën van Taif Balansiya

### Dynastieën
- Amiríes afstammelingen van Almanzor
- Almoraviden (1086-1147) verloren de controle over Al-Andalus reeds in 1145.
- Almohaden (1145-1172)

### Koningen
- Abd al-Allah, zoon van Abd al-Rahman I (1e emir van Córdoba) 711
- Mubarak y Muzaffar 1011
- Abd al-Aziz ibn Abi Amir (kleinzoon van Almanzor)1021
- Koning al-Qadir (1087-1089)
- Rodrigo Díaz de Vivar en zijn vrouw Doña Jimena (1094-1101) officieel in naam van Aragon.
- Zayd Abu Zayd
- Zayán Ibn Mardanix (Laatste Almohaden koning)

## Koninkrijk Valencia
sinds 1237 deel van de Kroon van Aragon.
| Naam            | Periode     |
| HUIS BARCELONA  | 1237 - 1410 |
| --------------- | ----------- |
| Jacobus I       | 1237 - 1276 |
| Peter III       | 1276 - 1285 |
| Alfons III      | 1285 - 1291 |
| Jacobus II      | 1291 - 1327 |
| Alfons IV       | 1327 - 1336 |
| Peter IV        | 1336 - 1387 |
| Johan I         | 1387 - 1395 |
| Martinus I      | 1395 - 1410 |
| INTERREGNUM     | 1410 - 1412 |
| HUIS TRASTAMARA | 1412 - 1515 |
| Ferdinand I     | 1412 - 1416 |
| Alfons V        | 1416 - 1458 |
| Johan II        | 1458 - 1479 |
| Ferdinand II    | 1479 - 1515 |

## Vervolg
- Lijst van Spaanse koningen